# Diözese Budapest und Ungarn

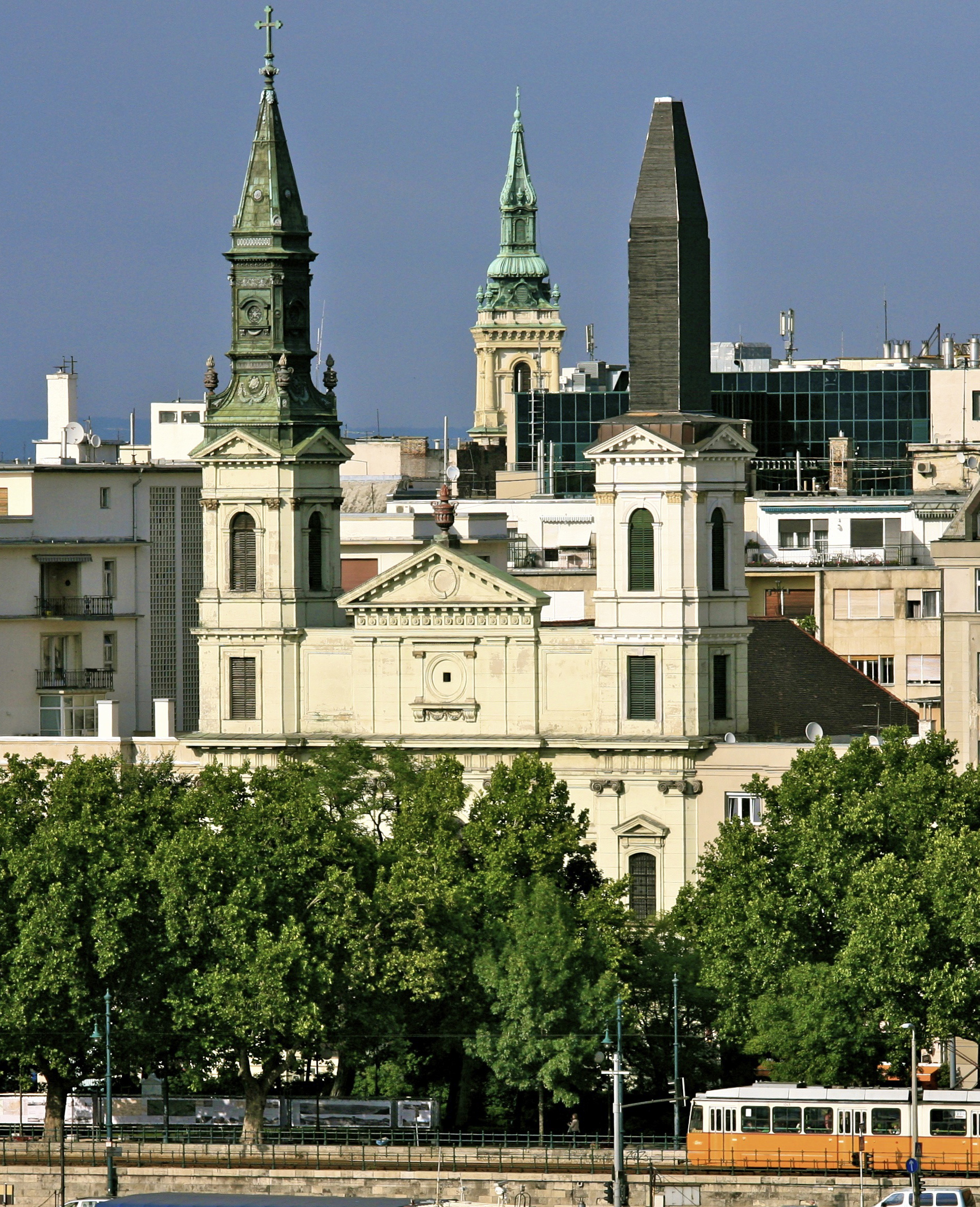
Mariä-Entschlafens-Kathedrale in Budapest

Die Diözese Budapest und Ungarn (russisch Будапештская и Венгерская епархия; ungarisch Magyar Ortodox Egyházmegye „Ungarische Orthodoxe Diözese“) des Patriarchats von Moskau und der ganzen Rus wurde im Jahr 2000 gegründet und hat ihren Sitz in Budapest. Der derzeitige Metropolit der Diözese (seit 2022) ist Hilarion (Alfejew). Sein Sitz ist an der russisch-orthodoxen Mariä-Entschlafens-Kathedrale in Budapest. Im Juli 2024 wurde Hilarion aufgrund diverser Vorwürfe bis auf Weiteres von allen Ämtern suspendiert, an seiner Stelle übernahm vorläufig Metropolit Nestor die Leitung der Diözese.